# Laodike V
Laodike V, död 150 f.Kr, var en drottning i Makedonien och möjligen i det seleukidiska riket. Hon var gift med kung Perseus av Makedonien och möjligen med seleukiderkungen Demetrios I.  
Laodike var dotter till Seleukos IV och Laodike IV. Hon gifte sig 178 eller 177 f.Kr med kung Perseus av Makedonien. Hon blev mor till Alexander, Philip, Andriscus och en dotter vars namn är okänt. 
År 168 f.Kr besegrades Perseus av Rom under Lucius Aemilius Paullus. Perseus och hans barn fördes som fångar till Rom, där de tvingades gå i Paullus' triumftåg, och Makedonien blev en romersk provins. Perseus avled i romersk fångenskap senast 162 f.Kr. Vad som hände med barnen är okänt med undantag av den äldste sonen Alexander, som först var fången med sin far och sedan utbildade sig till notarie i Rom. 
Laodike själv fördes aldrig som fånge till Rom och tilläts uppenbarligen återvända till det seleukidiska hovet. År 161 f.Kr blev hennes bror Demetrios I kung. Året därpå erbjöd han kung Ariarathes V av Kappadokien att gifta sig med Laodike, men denna avböjde. Det är möjligt att Laodike sedan gifte sig med sin bror. Det är inte bekräftat, men Demetrios maka och moder till hans söner hette verkligen Laodike. Både Laodike och Demetrios mördades år 150 av Alexander Epifanes.